# Inchy
Inchy är en kommun i departementet Nord i regionen Hauts-de-France i norra Frankrike. Kommunen ligger i kantonen Le Cateau-Cambrésis som tillhör arrondissementet Cambrai. År 2022 hade Inchy 627 invånare.

## Befolkningsutveckling
Antalet invånare i kommunen Inchy
| Referens: INSEE |